# Савенко Василь Борисович
Василь Борисович Савенко (нар. 1949 р., с. Троїцьке, Любашівський район, Одеська область Українська РСР) — український оперний і камерний співак, бас — баритон.

## Життєпис
Василь Савенко народився 1949 року на Одещині. Навчання вокалу розпочав в Одеській консерваторії імені А. В. Нежданової. Продовжив навчання в Московській консерваторії імені П. І. Чайковського по класу вокалу у соліста Большого театру, народного артиста РРФСР Олексія Большакова, яку закінчив в 1978 році.
Потім девять років працював в Дніпропетровському театрі опери та балету, виконував провідні партії баритональний репертуару. У 1981 році став лауреатом Українського конкурсу вокалістів імені М. В. Лисенка у Харкові.
У 1982 — 1983 роках стажувався у Великому театрі під керівництвом народного артиста СРСР Павла Лисиціан. З 1987 року Василь Савенко працював у творчій майстерні соліста Большого театру, народного артиста Росії, лауреата Державної премії Михайла Кисельова. У 1989 році став лауреатом Московського фестивалю-конкурсу вокалістів, присвяченого 150-річчю М. П. Мусоргського. З 1992 року Василь Савенко працює за контрактом у Великій Британії.

## Репертуар і творчі контакти
Василь Савенко активно пропагує українську та російську камерну музику, а також музику сучасних українських і російських композиторів на Заході, в Україні та Росії.
Учасник міжнародних музичних фестивалів, в тому числі «Метнер-фестивалю» в Москві, Єкатеринбурзі та Володимирі в 2007 році.
В репертуарі Василя Савенка як баритонові так і басові оперні партії українських та іноземних композиторів, а також камерна музика Сергія Рахманінова, Миколи Метнера, Модеста Мусоргського, Миколи Римського-Корсакова, Сергія Танєєва, Едісона Денисова, Рейнгольда Глієра, Юрія Каспарова, Вадима Кульова тощо. Два романси Бориса Лятошинського були виконані співаком уперше.
28 листопада 1995 року в Москві на музичному фестивалі «Московська осінь» заспівав прем'єру моноопери Ю. С. Каспарова — «Nevermore» (1991) для баритона і 17 виконавців-інструменталістів:
 «Каспаров знайшов чудового виконавця: баритон Василь Савенко виконав партію красиво, самозабутньо і темпераментно».

Василь Савенко виступає в творчій співдружності з такими музикантами, як Борис Березовський, Олександр Блок, Валерій Гергієв, Геннадій Рождественський тощо.
Про постановку і виконання Оперою Челсі (Queen Elizabeth Hall, Лондон, 2002) двох опер С. В. Рахманінова «Скупий лицар» (В. Савенко в ролі Барона) і «Франческа да Ріміні» (В. Савенко в ролі Ланчотто) під керуванням Нееме Ярви англійський рецензент повідомляв:
 «В операх був підібраний дуже сильний склад виконавців, хоча головну заслугу слід віддати Василю Савенку, який проявив майстерність як в аріозо „Скупого лицаря“, так і в риториці „Франчески да Ріміні“, виконуючи всі свої партії з ясним і виразним нюансуванням».

## Дискографія
- Russian Settings to Robert Burns: Sviridov, Denisov, Shostakovich, Levitin, Khrennikov (Toccata Classics 2009)
- Medtner: Contes & Poèmes / Boris Berezovsky (piano), Yana Ivanilova (soprano) (Mirare 2008)
- Tchaikovsky: Oprichnik (Opera). Князь Перлинний — Василь Савенко / G. Rozhdestvensky (conductor) (Dynamic 2004)
- English Poets, Russian Romances / Alexander Blok (piano) (Hyperion 2000)
- Russian Vocal Masterpieces: Mussorgsky & Rimsky-Korsakov songs / Michael Dussek (piano) (Meridian 1999)
- Russian Images, Vol. 2: Glinka, Tchaikovsky, Arensky, Taneyev, Medtner, Rachmaninov, Mosolov / Alexander Blok (piano) (Hyperion 1999)
- Russian Images, Vol. 1: Glinka, Dargomyzhsky, Borodin, Balakirev, Rimsky-Korsakov, Cui, Musorgsky, Tchaikovsky, Arensky, Medtner, Gretchaninov, Lyatoshinsky, Rachmaninov / Alexander Blok (piano) (Hyperion 1998)